# Bartolomeo Cesi (cardinal)
Pour les articles homonymes, voir Bartolomeo Cesi.
Bartolomeo Cesi (né en 1566 à Rome, alors capitale des États pontificaux, et mort à Tivoli, le 18 octobre 1621) est un cardinal italien de la fin du XVIe et du début du XVIIe siècle. 
Il est un petit-neveu des cardinaux Paolo Emilio Cesi (1517) et Federico Cesi (1544) et un cousin de Pierdonato Cesi, seniore (1570).

## Biographie
Bartolomeo Cesi étudie à l'université de Pérouse. Il est notamment référendaire du tribunal suprême de la Signature apostolique, protonotaire apostolique  participantium, clerc, trésorier général et collecteur degli Spogli de la Chambre apostolique, gouverneur de Civitavecchia et préfet des archives apostoliques. 
Cesi est créé cardinal par le pape Clément VIII lors du consistoire du 5 juin 1596. Il est gouverneur de Tivoli et gouverneur de Bénévent. En 1608, Cesi est élu archevêque de Conza. Il est camerlingue entre 1612 et 1614 et est transféré au diocèse de Tivoli en 1621.
Le cardinal Cesi participe au premier conclave de 1605, lors duquel Léon XI est élu, au deuxième conclave de 1605 (élection de Paul V) et au conclave de 1621 (élection  de Grégoire XVI).